# 北原光広
北原 光広（きたはら みつひろ、1953年4月15日 - ）は、岡山県出身の学生野球指導者。
現流通科学大学硬式野球部監督。
前神港学園高野球部監督。同校地歴公民科教諭。

## 人物
- 岡山県立倉敷商業高等学校では投手として68回連続無失点記録を作るも、甲子園には縁がなかった。
- その後、法政大学でプレー。同期には元桐蔭学園高野球部監督（現星槎国際湘南監督）の土屋恵三郎がいた。
- 法政大学卒業後、鐘淵化学を経て1982年に神港学園神港高等学校野球部監督に就任。
- これまでに同校野球部を8度甲子園出場に導いた。息子である北原直也もコーチや部長として尽力した。
- 硬式野球部員が野球関係の進路に進んだ場合、北原個人に礼金を差し出すことを暗黙のルールとしていたことが2012年に公にされ、神港学園硬式野球部監督を無期限の指導禁止処分になったことがある。
- 2017年7月30日に翌年3月末をもって監督を退任することが発表された。コーチ等を務めた息子の北原直也が2018年春より同校の監督を務めている[1]。
- 2018年9月より阪神大学野球連盟所属の流通科学大学硬式野球部の監督に就任し、2022年をもって退任。

## 甲子園での成績
- 春選抜出場5回(第56回2回戦、第60回2回戦、第67回ベスト8、第78回ベスト8、第82回2回戦)
- 夏選手権出場3回(第74回3回戦、第78回1回戦、第85回1回戦)

## 主な教え子
- 有働克也 -（元プロ野球選手）
- 塩谷和彦 -（元阪神タイガース選手）
- 鶴岡一成 -（横浜DeNAベイスターズ選手）
- 藤原通 -（元阪神タイガース選手）
- 植大輔 -（元中日ドラゴンズ選手）
- 南和彰 -（元読売ジャイアンツ選手）
- 長田勝 -（元オリックス・バファローズ選手）

- 丹波幸一（元プロ野球審判員）
- 松本大輝（現プロ野球審判員）